# Psilopogon chrysopogon
El barbudo carigualdo (Psilopogon chrysopogon) es una especie de ave piciforme de la familia Megalaimidae que vive en el sudeste asiático. Anteriormente se consideraba que pertenecía a la familia Ramphastidae como los tucanes.

## Descripción

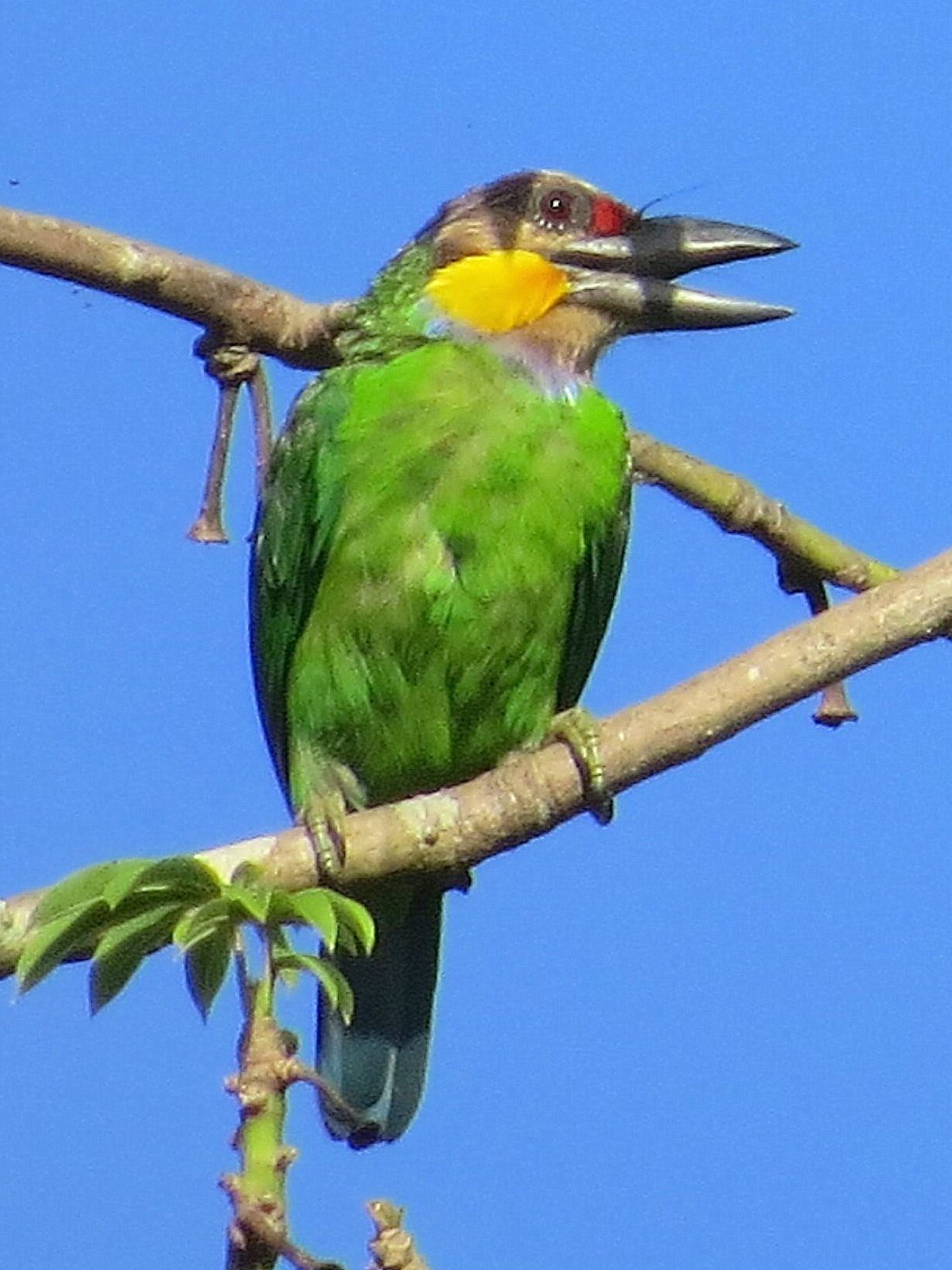
En Malasia.

El barbudo carigualdo mide de 24 a 30 centímetros de largo y pesa de 110 a 181 gramos, lo que le convierte en una de las dieciséis especies de barbudos más grandes de las presentes en el sudeste asiático. El color general de su plumaje es verde manzana, mimético entre el follaje de la selva, y presenta unas mejillas de un color amarillo intenso y el píleo rojizo. Su frente es gris clara y su garganta gris parduzca con tonos morados por debajo. Además tiene el lorum de color rojo intenso y listas postoculares pardo grisáceas. Ambos sexos tienen un aspecto similar, aunque presentan cierta diferencia en el color del pico, siendo el de las hembras de tonos dentro del gris oscuro azulado. Los juveniles poseen plumaje de tonos más apagados.

## Distribución y hábitat
Se encuentra en la península malaya, Borneo, Sumatra y pequeñas islas intermedias, distribuido por Indonesia, Malasia, Tailandia y Brunéi.
Su hábitat natural son los bosques tropicales húmedos de tierras bajas. Se pueden encontrar en las laderas bajas de los montes y en los bosques secundarios pero rara vez en las selvas densas y los pantanos. También se puede encontrar barbudos carigualdos en las plantaciones de cacao.

## Comportamiento y alimentación
Pasa la mayor parte del día buscando alimento en el dosel del bosque. Aunque suele estar bien camuflado su canto extraordinariamente alto y rápido de tipo «tihup-tihup-tihup-tihup» delata su presencia.
El barbudo carigualdo es principalmente frugívoro, se alimenta de bayas, higos y cualquier tipo de fruta que pueda encontrar. Además consume algunos insectos como las termitas voladoras y se les puede observar cavando en el suelo en busca de alimento. También se alimenta de semillas, e incluso atrapa lagartijas y aves pequeñas como el gorrión molinero.

## Reproducción
La época de cría del barbudo carigualdo es de febrero a agosto. En cada puesta suele haber dos huevos blancos y redondeados.

## Taxonomía
Se reconocen tres subespecies de barbudo carigualdo:
- Megalaima chrysopogon chrysopogon
- Megalaima chrysopogon laeta
- Megalaima chrysopogon chrysopsis